# Short Stories (album av Elisabeth Andreassen)
Short Stories är ett countryalbum av den norska sångerskan Elisabeth Andreassen, och hennes första på Oslobolaget Tylden & Co. AS. Det utkom i Norge den 17 oktober 2005 och i Sverige den 14 juni 2006.
Albumet spelades in i Larsville Studio i Stugudal, och producerad av Lars Lien. Samma musiker som på A Couple of Days in Larsville medverkar, och kallar sig här "The Larsville Brothers", och är förstärkta av två nya medlemmar. Låtmaterialet blandar coverversioner med original. De flesta nya låtarna skrevs av Martin Hagfors och Håkon Gebhardt, efter hennes egna historier.
| ”                                                    | "Små historier om stora ögonblick och goda minnen genom åren i mitt liv." | „ |
| – Elisabeth Andreassen, texthäftet om albumets låtar |                                                                           |   |

Albumet fick bra kritik i båda Norge och Sverige. De största hitlåtarna blev "The Year We Painted Pink", en hyllningssång till Hanne Krogh från Bobbysocks, "Jackson", en duett med Lee Hazlewood som släpptes som singel strax efter albumsläppet, balladlåten "Boulder to Birmingham", den nya låten om hennes förhållande till Dolly Parton "She Could Even Talk to the Sparrows it Seems" och "Forever Faithful", där Elisabeth Andreassen sjunger om sin kontrabas. I samband med albumsläppet gjorde hon flera framträdanden i TV och radio i både Norge och Sverige, där hon framförde låtar från albumet.

## Låtlista
1. "The Year We Painted Pink" (Martin Hagfors/Håkon Gebhardt)
2. "I Met Bob" (Martin Hagfors/Håkon Gebhardt)
3. "Tears of Led" (Martin Hagfors), (duett med Bjarte Hjelmeland)
4. "Jackson" (Billy Edd Wheeler/Jerry Leiber), (duett med Lee Hazlewood)
5. "Boulder to Birmingham" (Emmylou Harris/Bill Danoff)
6. "She Could Even Talk to the Sparrows it Seems" (Martin Hagfors/Håkon Gebhardt)
7. "Forever Faithful" (Martin Hagfors/Håkon Gebhardt)
8. "My Tennessee Mountain Home" (Dolly Parton)
9. "I Still Miss Someone" (Johnny Cash/Roy Cash)
10. "Amarillo" (Emmylou Harris/Rodney Crowell)
11. "Last Night" (Åge Aleksandersen)
12. "I Never Will Marry" (Linda Ronstadt)

## Medverkande

### Musiker
- Elisabeth Andreassen – sång
- Bjarte Hjelmeland – sång på "Tears of Lead"
- Lee Hazlewood – sång på "Jackson"
- Lars Lien – piano, körsång
- Håkon Gebhardt – gitarr, banjo, percussion, körsång
- Kjetil Rostad – gitarr, mandolin
- Kjell Karlsen – steelgitarr, dobro, körsång
- Andreas Hamre – basgitarr, kontrabas
- Morten Fagervik – trummor, percussion
- Ola Kvernberg – violin
- Ole Bjarne Østby – dragspel

### Produktion
- Lars Lien – musikproducent, ljudtekniker, ljudmix
- Jørn Adde – foto
- Gitte Johannessen – foto
- Anne Lise Flavik – foto
- Merete Lien – omslagsdesign

## Listplaceringar
| Lista (2005) | Topplacering |
| ------------ | ------------ |
| Norge        | 31           |